# Escalima regularis
Escalima regularis är en musselart som beskrevs av Powell 1955. Escalima regularis ingår i släktet Escalima och familjen filmusslor. Inga underarter finns listade i Catalogue of Life.